# 작은 신의 아이들 (드라마)
《작은 신의 아이들》은 2018년 3월 3일부터 2018년 4월 22일까지 OCN에서 방영된 드라마이다.

## 등장 인물

### 주요 인물
- 강지환 : 천재인 역
- 김옥빈 : 김단 역 (아역 한서진) - 경찰청 광역수사대 경장
- 심희섭 : 주하민 역 - 검사
- 이엘리야 : 백아현 역 (아역 엄채영) - 송하그룹 회장 백도규의 딸

### 주변 인물
- 장광 : 왕목사 역 - 대형 이단 교회 목사
- 이재용 : 국한주 역 - 야당 대통령 후보
- 이효정 : 백도규 역 - 송하그룹 회장
- 안길강 : 김호기 역 - 단의 아버지, 아파트 경비원
- 김형범 : 최성기 역 - 형사
- 연제형 : 계도훈 역 - 형사

### 그 외 인물
- 황병국 : 강상원 역 - 팀장 형사
- 주석태 : 박지훈 역 - 형사
- 구봉수 : 노숙자 역
- 민경옥 : 노숙자 역 - 전과자
- 이태형 : 노숙자 역 - 노숙자 대장. 점장이
- 정지호
- 김동영 : 한상구 역 - 아폴로
- 홍서영 : 천수인 역 - 천재인의 동생. 기자
- 김시은 : 윤소이의 어머니 역
- 김정학 : 천승환 역 - 천재인의 아버지
- 우미화
- 한지은
- 장원진
- 백승현
- 김비비
- 권태진
- 손영순
- 김윤홍
- 추연규
- 강상원 : 약혼남 역
- 최은후 : 어린 아폴로 역
- 길정우 : 어린 뽀빠이 역
- 임일규 : 요셉 역 - 천인교회 집사
- 박소은 : 최은유 역 - 피해 여대생
- 이재원
- 하민
- 이윤상
- 이석현
- 민영
- 김민수
- 신승환 : 임동희 역 - 자미도 주민
- 조승연 : 채한석 역 - 천승환의 친구. 경찰대학장
- 박상혁
- 유정래 : 이채영 역 - 주하민의 수사관
- 함정인
- 김오복 : 경찰 역
- 심소영 : 자미도 주민 역
- 이새로미 : 자미도 주민 역
- 김기천 : 이장 역 - 자미도 주민
- 원미원 : 자미도 주민 역 - 임동희 어머니
- 손강국 : 자미도 주민 역
- 백수련 : 김단의 할머니
- 홍성호 : 국한주의 보좌관 역
- 최찬숙
- 조남희
- 김경애
- 김주아
- 옥주리 : 아파트 주민 역
- 변주현 : 마종우 역
- 유순웅 : 법의학자 (뼈전문) 역
- 한보름 : 엄연화 역 (아역 조서연) - 마종우 와이프
- 서경화 : 백도규 회장의 아내 역
- 박옥출
- 최재영
- 이주원 : 천인교회 아이 역
- 노혁주
- 이인율
- 전승호
- 유필란
- 이아진
- 손인용
- 박기륭
- 신신범
- 배은우
- 강학수
- 배기범
- 공민규
- 정수인
- 이승민
- 김미영
- 양말복
- 김문호
- 백인권
- 이우주
- 유영복
- 전준우
- 오승찬
- 김대국
- 유나영
- 안수호
- 박지훈
- 이인규
- 한명철
- 주성
- 정윤희
- 하남우
- 박도준
- 금광산
- 허송
- 김리나
- 조예린
- 김태율
- 손경원 : 노조위원장 역
- 서광재
- 이종구
- 조셉
- 정동훈

## 시청률
최저 시청률과 최고 시청률은 시청률 조사회사와 지역별로 시청률에 차이가 있을 수 있습니다.
| 2018년 | 2018년   | 2018년     | 2018년      |
| 회차   | 방송일   | AGB 시청률 | TNmS 시청률 |
| ------ | -------- | ---------- | ----------- |
| 1화    | 3월 3일  | 2.540%     | 2.5%        |
| 2화    | 3월 4일  | 2.705%     | 2.8%        |
| 3화    | 3월 10일 | 2.154%     | 2.2%        |
| 4화    | 3월 11일 | 2.861%     | 2.5%        |
| 5화    | 3월 17일 | 2.464%     | 2.8%        |
| 6화    | 3월 18일 | 3.195%     | 3.2%        |
| 7화    | 3월 24일 | 2.528%     | 2.5%        |
| 8화    | 3월 25일 | 3.295%     | 3.6%        |
| 9화    | 3월 31일 | 2.886%     | 3.0%        |
| 10화   | 4월 1일  | 3.502%     | 3.0%        |
| 11화   | 4월 7일  | 3.044%     | 3.1%        |
| 12화   | 4월 8일  | 3.651%     | 3.8%        |
| 13화   | 4월 14일 | 3.155%     | 3.3%        |
| 14화   | 4월 15일 | 3.847%     | 3.6%        |
| 15화   | 4월 21일 | 3.287%     | 3.4%        |
| 16화   | 4월 22일 | 3.926%     | 4.2%        |

## 같이 보기
- 형사 드라마
- 대한민국의 텔레비전 드라마 목록 (ㅈ)
- 2018년 대한민국의 텔레비전 드라마 목록